# Suzie Bates
Susannah Wilson Bates, detta Suzie (Dunedin, 16 settembre 1987), è un'ex cestista e crickettista neozelandese.

## Carriera

### Pallacanestro
Con la Nuova Zelanda ha disputato i Giochi olimpici di Pechino 2008.